# Gare de La Souterraine
Gare de La Souterraine – stacja kolejowa w La Souterraine, w departamencie Creuse, w regionie Nowa Akwitania, we Francji.
Jest stacją Société nationale des chemins de fer français (SNCF) obsługiwaną przez pociągi  TGV, Intercités, TER Centre i TER Limousin.